# Steve Foster
Stephen Brian Foster (ur. 24 września 1957 w Portsmouth) – były angielski piłkarz występujący na pozycji obrońcy.

## Kariera klubowa
Foster zawodową karierę rozpoczynał w 1975 roku w klubie Portsmouth z Second Division. W 1976 roku spadł z nim do Third Division, a w 1978 roku do Fourth Division. W Portsmouth spędził w sumie 4 lata.
W 1979 roku Foster trafił do Brighton & Hove Albion z First Division. W tych rozgrywkach zadebiutował 1 września 1979 roku w wygranym 3:1 meczu z Boltonem Wanderers. W 1983 roku dotarł z zespołem do finału Pucharu Anglii, jednak Brighton przegrał tam w finale z Manchesterem United. W tym samym roku Foster spadł z klubem do Second Division.
W marcu 1984 roku podpisał kontrakt z Aston Villą z First Division. Pierwszy ligowy mecz zaliczył tam 14 kwietnia 1984 roku przeciwko Leicester City (0:2). W Aston Villi występował przez 8 miesięcy. W tym czasie zagrał tam w 15 meczach i strzelił 3 gole.
W listopadzie 1984 roku Foster odszedł do Luton Town, również grającego w First Division. Zadebiutował tam 1 grudnia 1984 roku w przegranym 1:3 pojedynku z Arsenalem. W Lutonie grał przez 5 lat. W sumie zaliczył tam 163 mecze i 9 bramek. Następnie był graczem zespołów Oxford United oraz Brighton & Hove Albion, gdzie w 1996 roku zakończył karierę.

## Kariera reprezentacyjna
W reprezentacji Anglii Foster zadebiutował 23 lutego 1982 roku w wygranym 4:0 towarzyskim meczu z Irlandią Północną. W tym samym roku został powołany do kadry na Mistrzostwa Świata. Zagrał na nich w pojedynku z Kuwejtem (1:0). Tamten mundial Anglia zakończyła na drugiej rundzie. W drużynie narodowej Foster rozegrał w sumie 3 spotkania, wszystkie w 1982 roku.